# Teatr Hybrydy Uniwersytetu Warszawskiego
Teatr Hybrydy Uniwersytetu Warszawskiego – teatr dramatyczno-muzyczny związany z Uniwersytetem Warszawskim. 

## Historia
Jeden z najstarszych teatrów studenckich w Polsce. Z przerwami działa od końca lat 50. XX w. Działa jako ogólnouczelniany teatr Uniwersytetu Warszawskiego skupiający głównie studentów i absolwentów UW i warszawskich uczelni wyższych (oprócz UW głównie uczelni artystycznych) oraz sporadycznie jako profesjonalna scena skupiająca zawodowych aktorów młodego pokolenia. 
Formalnie został reaktywowany we wrześniu 2005 roku przez studentów Uniwersytetu Warszawskiego: Macieja Dzięciołowskiego (prezes Teatru od grudnia 2005 roku, od 2010 roku dyrektor Teatru) i Wojciecha Figurę jako ogólnouczelniana jednostka artystyczna UW. Faktycznie Teatr reaktywował swoją działalność w marcu 2005 r. jako grupa teatralna kontynuująca działalność artystyczną - muzyczną, dramatyczną, kabaretową legendarnych Hybryd, założonych w lutym 1957 r. Reaktywacja była wspólną inicjatywą Katarzyny M. Piekarskiej, Beaty Postnikoff, Dominiki Świątek, Leszka Czajkowskiego i Macieja Dzięciołowskiego.
Teatr Hybrydy kontynuuje kilkudziesięcioletnią tradycję artystyczno-kulturalną "Hybryd", które wywarły duży wpływ na kształtowanie się kultury studenckiej w okresie PRL.
W strukturach Teatru działają głównie studenci i absolwenci Uniwersytetu Warszawskiego, akademii muzycznych i uczelni teatralnych.
Patronem Teatru Hybrydy, jako jednostki ogólnouczelnianej UW, jest rektor Uniwersytetu Warszawskiego.

## Działalność teatru
Głównym celem Teatru Hybrydy jest rozpowszechnianie idei związanych z teatrem, kulturą i sztuką, wspieranie młodzieży akademickiej i młodych artystów w rozwijaniu swoich talentów oraz zdobywaniu doświadczeń scenicznych, działania na rzecz rozwoju kulturalnego i promocji Uniwersytetu Warszawskiego w kraju i za granicą.
Swoje cele Teatr Hybrydy realizuje m.in. poprzez przygotowywanie i wystawianie ogólnodostępnych form artystycznych związanych ze sztuką sceniczną, m.in. przedstawień teatralnych, koncertów, kabaretów, musicali, recitali, udział w imprezach przygotowywanych przez instytucje kulturalne i edukacyjne oraz prezentowanie swoich osiągnięć na przeglądach i festiwalach, a także na innych imprezach organizowanych w kraju i za granicą.

## Repertuar
Od 2005 r. Teatr Hybrydy przygotował kilkadziesiąt premier, głównie spektakli dramatycznych i muzycznych, m.in.:
- Pastorałki Nasze Codzienne w reż. Beaty Postnikoff (nagranie dla TVP i TV Polonia),
- Śpiewogra wielkanocna w reż. Beaty Postnikoff (nagranie płyty CD),
- Nasza klasa – koncert poświęcony twórczości Jacka Karczmarskiego,
- Sercowa ruletka – spektakl inspirowany twórczością Katarzyny Piekarskiej i Leszka Czajkowskiego,
- Siódmy anioł – koncert poświęcony twórczości Zbigniewa Herberta, do której muzykę napisała Dominika Świątek (pod tym tytułem ukazała się płyta w 2007 r.),
- Romeo i Julia, czyli piosenka jest dobra na wszystko – w reż. Huberta Zimoląga, spektakl oparty na Kabarecie Starszych Panów,
- Miłość ci wszystko wybaczy, czyli Tuwim dla dorosłych – w reż. Huberta Zimoląga, spektakl inspirowany twórczością Juliana Tuwima,
- Pod niebem Paryża – koncert prezentujący twórczość francuskich gwiazd estrady i poezji w reż. Macieja Dzięciołowskiego,
- Warszawskie dzieci – spektakl dramatyczno-muzyczny upamiętniający powstanie warszawskie w reż. Macieja Dzięciołowskiego,
- Człowieczy los – koncert pamięci Anny German; kier. muzyczne prof. Beata Górska-Słociak, reż. Maciej Dzięciołowski,
- Nie ma takiego numeru... - spektakl kryminalny w reż. Macieja Dzięciołowskiego,
- List do ojca - spektakl na podstawie anonimowych listów w reż. Grzegorza Suskiego,
- Cafe Retro - szlagiery dwudziestolecia międzywojennego w reż. Macieja Dzięciołowskiego,
- Tajemnice państwa Norbery - spektakl kryminalny w reż. Macieja Dzięciołowskiego,
- Persona (non) grata - dramat psychologiczny w reż. Macieja Dzięciołowskiego,
- Pomysł na morderstwo - spektakl kryminalny w reż. Macieja Dzięciołowskiego,
- Urwany film - dramat psychologiczny w reż. Macieja Dzięciołowskiego,
- Nalej mi wina! - spektakl muzyczny według Juliana Tuwima i Mariana Hemara w reż. Macieja Dzięciołowskiego,
- Une Balladyna - dramat według Juliusza Słowackiego w reż. Philippe'a Chauvin, premiera podczas Festival International de théâtre universitaire "De Cour à Jardin" w Angers we Francji,
- Gonimy dopóki żywi - spektakl muzyczny na podstawie twórczości Czesława Miłosza z udziałem Piotra Adamczyka i Marcina Przybylskiego, muzyka Dominika Świątek, reż. Maciej Dzięciołowski,
- Znów zakwitną białe bzy - spektakl muzyczny na podstawie twórczości Mariana Hemara, Juliana Tuwima, Władysława Szpilmana z udziałem m.in. Anny Samusionek, Anny Czartoryskiej, Marcina Przybylskiego, reż. Maciej Dzięciołowski,
- Jak ty nic nie rozumiesz... - spektakl na podstawie twórczości Stefanii Grodzieńskiej i Jerzego Jurandota, nagrodzony za scenariusz i reżyserię Złotym Liściem na VIII Ogólnopolskim Festiwalu Piosenki Retro im. M. Fogga w 2011 r., reż. Maciej Dzięciołowski,
- udział w koncertach Agnieszki Fatygi, Grzegorza Turnaua, Stanisława Soyki, Michała Bajora, Agaty i Pawła Steczkowskich,
- oprawa artystyczna imprez Uniwersytetu Warszawskiego (Święto UW, konferencje naukowe),
- występy artystyczne dla Urzędu m.st. Warszawy, w Teatrze Ochoty, Teatrze Palladium, Teatrze Collegium Nobilium Akademii Teatralnej, Teatrze Dramatycznym im. A. Węgierki w Białymstoku, Muzeum Powstania Warszawskiego, Muzeum Niepodległości, w Krakowie, Łodzi, Poznaniu, Chorzowie, Lublinie, Krośnie, Kielcach, Domu Aktora Weterana w Skolimowie, ogrodach Frascati, w Austrii, Rosji, Litwie, Kanadzie, Stanach Zjednoczonych.

## Kadra
- Maciej Dzięciołowski – dyrektor teatru, menedżer, reżyser, scenograf, prawnik, absolwent PWST im. L. Solskiego w Krakowie, Filia we Wrocławiu
- Dominika Świątek – kierownictwo muzyczne, wokalistka, kompozytorka, polonistka
- Jacek Wazelin – choreograf, tancerz
- Leszek Czajkowski - poeta, kompozytor, wokalista, gitarzysta